# Turville
Turville är en ort och civil parish i Storbritannien.   Den ligger i kommunen Buckinghamshire och riksdelen England, i den södra delen av landet, 50 km väster om huvudstaden London. Turville ligger 86 meter över havet och antalet invånare är 311.
Terrängen runt Turville är huvudsakligen platt, men åt nordväst är den kuperad. Runt Turville är det tätbefolkat, med 570 invånare per kvadratkilometer. Närmaste större samhälle är Reading, 18,3 km söder om Turville. Trakten runt Turville består till största delen av jordbruksmark.